# Pietro di Mantova
Pietro di Mantova (... – X secolo) è stato un vescovo italiano.

## Biografia
Di origini tedesche, ricoprì la carica di cancelliere del re Lotario dal 931 al 936 e pertanto potrebbe risalire al 937 la sua nomina a vescovo di Mantova. Nell'anno 945 ricoprì la carica di vicario imperiale ed ottenne dal re Lotario il permesso di battere moneta. Questa aveva da un lato una croce, antico stemma di Mantova con l'iscrizione Virgilius e dall'altro Episcopus Mantuae.